# The Philadelphia Inquirer
The Philadelphia Inquirer muitas vezes referido simplesmente como The Inquirer, é um jornal diário com sede na Filadélfia, Pensilvânia. Fundado em 1º de junho de 1829, o The Philadelphia Inquirer é o terceiro jornal diário mais antigo em operação contínua nos Estados Unidos.
O jornal tem a maior circulação de qualquer jornal na Pensilvânia e na região metropolitana do Vale do Delaware, que inclui a Filadélfia e suas comunidades vizinhas no sudeste da Pensilvânia, South Jersey, norte de Delaware e costa leste norte de Maryland. Em 2020, o jornal tinha a 17ª maior circulação de qualquer jornal nos Estados Unidos Em 2020, o The Inquirer ganhou 20 prêmios Pulitzer.
Várias décadas após sua fundação em 1829, o The Inquirer começou a emergir como um dos principais jornais do país durante a Guerra Civil Americana. Sua circulação caiu após a conclusão da Guerra Civil, mas voltou a subir no final do século 19. Originalmente favorável ao Partido Democrata, a orientação política do The Inquirer acabou mudando para o Partido Whig e depois para o Partido Republicano antes de afirmar, em meados do século 20, que era politicamente independente.
No final da década de 1960, o The Inquirer estava atrás de seu principal concorrente, o The Philadelphia Evening Bulletin, em circulação, e carecia de instalações modernas e funcionários experientes. Na década de 1970, no entanto, após sua aquisição pela Knight Ridder e a contratação de novos editores, mais uma vez emergiu como um dos jornais mais proeminentes e influentes do país.
O Philadelphia Inquirer é propriedade do The Philadelphia Inquirer, LLC, que também publica o Philadelphia Daily News, o tabloide diário da cidade, e o portal de notícias philly.com.